# International Champions Cup 2013
International Champions Cup 2013 là giải bóng đá giao hữu mùa hè được tổ chức ở Hoa Kỳ và Tây Ban Nha. Đây cũng là mùa giải đầu tiên nằm trong chuỗi trận giao hữu bóng đá quốc tế tổ chức vào mùa hè hàng năm. Mùa giải bắt đầu vào ngày 27 tháng 7 và kết thúc vào ngày 7 tháng 8 năm 2013. Giải đấu này thay thế cho giải World Football Challenge và thi đấu chủ yếu ở Hoa Kỳ, cùng với một trận duy nhất ở Valencia, Tây Ban Nha. 8 câu lạc bộ đến từ 4 quốc gia đã tham dự giải đấu.
Real Madrid giành ngôi vô địch của giải đấu sau khi đánh bại Chelsea với tỷ số 3–1 trong trận chung kết.

## Các đội bóng
| Quốc gia    | Đội bóng           | Thành phố   | Liên đoàn | Giải đấu            |
| ----------- | ------------------ | ----------- | --------- | ------------------- |
| Anh         | Chelsea            | London      | UEFA      | Premier League      |
| Anh         | Everton            | Liverpool   | UEFA      | Premier League      |
| Ý           | Milan              | Milan       | UEFA      | Serie A             |
| Ý           | Internazionale     | Milan       | UEFA      | Serie A             |
| Ý           | Juventus           | Turin       | UEFA      | Serie A             |
| Tây Ban Nha | Real Madrid        | Madrid,     | UEFA      | La Liga             |
| Tây Ban Nha | Valencia           | Valencia    | UEFA      | La Liga             |
| Hoa Kỳ      | Los Angeles Galaxy | Los Angeles | CONCACAF  | Major League Soccer |

## Địa điểm
| Hoa Kỳ                                       | Hoa Kỳ                                     | Hoa Kỳ                                      | Hoa Kỳ                                        | Hoa Kỳ                                        | Hoa Kỳ                                          | Tây Ban Nha                                   |
| East Rutherford                              | Indianapolis                               | Los Angeles                                 | Miami Gardens                                 | Phoenix                                       | San Francisco                                   | Valencia                                      |
| -------------------------------------------- | ------------------------------------------ | ------------------------------------------- | --------------------------------------------- | --------------------------------------------- | ----------------------------------------------- | --------------------------------------------- |
| Sân vận động MetLife                         | Sân vận động Lucas Oil                     | Sân vận động Dodger                         | Sân vận động Sun Life                         | Sân vận động Đại học Phoenix                  | AT&T Park                                       | Sân vận động Mestalla                         |
|                                              |                                            |                                             |                                               |                                               |                                                 |                                               |
| 40°48′49″B 74°4′28″T / 40,81361°B 74,07444°T | 39°45′36,2″B 86°9′49,7″T / 39,75°B 86,15°T | 34°4′25″B 118°14′24″T / 34,07361°B 118,24°T | 25°57′29″B 80°14′20″T / 25,95806°B 80,23889°T | 33°31′39″B 112°15′45″T / 33,5275°B 112,2625°T | 37°46′43″B 122°23′21″T / 37,77861°B 122,38917°T | 39°28′28,76″B 0°21′30,1″T / 39,46667°B 0,35°T |
| Sức chứa: 82.500                             | Sức chứa: 67.000                           | Sức chứa: 56.000                            | Sức chứa: 74.918                              | Sức chứa: 63.400                              | Sức chứa: 41.915                                | Sức chứa: 55.000                              |

## Thể thức
Giải đấu bao gồm hai bảng phía Đông và phía Tây, với bốn đội mỗi bảng. Các đội thi đấu theo thể thức loại trực tiếp, các đội thắng ở vòng đầu tiên sẽ gặp nhau ở vòng thứ hai, và cũng như vậy với các đội thua vòng 1. Hai đội giành chiến thắng trong hai trận đấu sẽ gặp nhau trong trận chung kết. Với các đội còn lại, vị trí tại vòng chung kết được xác định theo thứ hạng của họ tại bảng đấu, theo các quy tắc sau:
- Tất cả các trận đấu nếu hòa sau 90 phút thi đấu chính thức 90 phút sẽ thi đấu luân lưu 11m.
- 3 điểm cho một trận thắng sau 90 phút, 2 điểm cho một trận thắng sau loạt sút luân lưu, 1 điểm cho một trận thua luân lưu 11m và 0 điểm cho một trận thua.
- Xếp hạng theo thứ tự: số điểm, thành tích đối đầu, hiệu số bàn thắng, số bàn thắng.

## Sơ đồ giải đấu
|  |                 |                 |                |             |          |                      |                      |                      |               |               |                |                |                |             |             |                       |                       |                       |  |  |               |               |               |
|  | Tranh hạng năm  | Tranh hạng năm  | Tranh hạng năm |             |          | Vòng 2 (thua vòng 1) | Vòng 2 (thua vòng 1) | Vòng 2 (thua vòng 1) |               |               | Vòng 1         | Vòng 1         | Vòng 1         |             |             | Vòng 2 (thắng vòng 1) | Vòng 2 (thắng vòng 1) | Vòng 2 (thắng vòng 1) |  |  | Chung kết     | Chung kết     | Chung kết     |
|  | Tranh hạng năm  | Tranh hạng năm  | Tranh hạng năm |             |          | Vòng 2 (thua vòng 1) | Vòng 2 (thua vòng 1) | Vòng 2 (thua vòng 1) |               |               | Vòng 1         | Vòng 1         | Vòng 1         |             |             | Vòng 2 (thắng vòng 1) | Vòng 2 (thắng vòng 1) | Vòng 2 (thắng vòng 1) |  |  | Chung kết     | Chung kết     | Chung kết     |
|  |                 |                 |                |             |          |                      |                      |                      |               |               |                |                |                |             |             |                       |                       |                       |  |  |               |               |               |
|  |                 |                 |                |             |          |                      |                      |                      |               |               |                |                |                |             |             |                       |                       |                       |  |  |               |               |               |
|  |                 |                 |                |             | Juventus | Juventus             | 1 (5)                |                      |               |               |                |                |                |             |             |                       |                       |                       |  |  |               |               |               |
|  |                 |                 |                |             |          |                      |                      |                      |               |               |                |                |                |             |             |                       |                       |                       |  |  |               |               |               |
|  |                 |                 | Everton (p)    | Everton (p) | 1 (6)    |                      |                      |                      |               |               |                |                |                |             |             |                       |                       |                       |  |  |               |               |               |
|  |                 |                 |                | Everton (p) | 1 (6)    |                      |                      |                      |               |               |                |                |                |             |             |                       |                       |                       |  |  |               |               |               |
|  |                 |                 | Juventus       | Juventus    | 1        |                      |                      |                      |               |               |                |                | Everton        | Everton     | 1           |                       |                       |                       |  |  |               |               |               |
|  |                 |                 |                | Juventus    | 1        |                      |                      |                      |               |               |                |                | Everton        | Everton     | 1           |                       |                       |                       |  |  |               |               |               |
|  |                 |                 | LA Galaxy      | LA Galaxy   | 3        |                      |                      | Bảng phía Tây        | Bảng phía Tây | Bảng phía Tây |                |                | Real Madrid    | Real Madrid | 2           |                       |                       |                       |  |  |               |               |               |
|  |                 |                 |                | LA Galaxy   | 3        |                      |                      | Bảng phía Tây        | Bảng phía Tây | Bảng phía Tây |                |                | Real Madrid    | Real Madrid | 2           |                       |                       |                       |  |  |               |               |               |
|  |                 |                 |                |             |          |                      |                      | Real Madrid          | Real Madrid   | 3             |                |                |                |             |             |                       |                       |                       |  |  |               |               |               |
|  |                 |                 |                |             |          |                      |                      | Real Madrid          | Real Madrid   | 3             |                |                |                |             |             |                       |                       |                       |  |  |               |               |               |
|  |                 |                 |                |             |          |                      |                      | LA Galaxy            | LA Galaxy     | 1             |                |                |                |             |             |                       |                       |                       |  |  |               |               |               |
|  |                 |                 |                |             |          |                      |                      | LA Galaxy            | LA Galaxy     | 1             |                |                |                |             |             |                       |                       |                       |  |  |               |               |               |
|  | Juventus        | Juventus        | 1 (8)          |             |          |                      |                      |                      |               |               |                |                |                |             | Real Madrid | Real Madrid           | 3                     |                       |  |  |               |               |               |
|  | Juventus        | Juventus        | 1 (8)          |             |          |                      |                      |                      |               |               |                |                |                |             |             |                       |                       |                       |  |  |               |               |               |
|  | Inter Milan (p) | Inter Milan (p) | 1 (9)          |             |          |                      |                      | Chelsea              | Chelsea       | 1             |                |                |                |             |             |                       |                       |                       |  |  |               |               |               |
|  | Inter Milan (p) | Inter Milan (p) | 1 (9)          |             |          |                      |                      |                      | Chelsea       | 1             |                |                |                |             |             |                       |                       |                       |  |  |               |               |               |
|  |                 |                 |                |             |          |                      |                      | AC Milan             | AC Milan      | 2             |                |                |                |             |             |                       |                       |                       |  |  |               |               |               |
|  |                 |                 |                |             |          |                      |                      | AC Milan             | AC Milan      | 2             |                |                |                |             |             |                       |                       |                       |  |  |               |               |               |
|  |                 |                 |                |             | Valencia | Valencia             | 1                    |                      |               |               |                |                |                |             |             |                       |                       |                       |  |  |               |               |               |
|  |                 |                 |                |             |          | Valencia             | 1                    |                      |               |               |                |                |                |             |             |                       |                       |                       |  |  |               |               |               |
|  | Tranh hạng bảy  | Tranh hạng bảy  | Tranh hạng bảy |             |          | Valencia             | Valencia             | 4                    |               |               |                |                |                |             |             | AC Milan              | AC Milan              | 0                     |  |  | Tranh hạng ba | Tranh hạng ba | Tranh hạng ba |
|  | Tranh hạng bảy  | Tranh hạng bảy  | Tranh hạng bảy |             |          | Valencia             | Valencia             | 4                    |               |               |                |                |                |             |             | AC Milan              | AC Milan              | 0                     |  |  | Tranh hạng ba | Tranh hạng ba | Tranh hạng ba |
|  |                 |                 |                |             |          | Inter Milan          | Inter Milan          | 0                    |               |               | Bảng phía Đông | Bảng phía Đông | Bảng phía Đông |             |             | Chelsea               | Chelsea               | 2                     |  |  |               |               |               |
|  |                 |                 |                |             |          | Inter Milan          | Inter Milan          | 0                    |               |               | Bảng phía Đông | Bảng phía Đông | Bảng phía Đông |             |             | Chelsea               | Chelsea               | 2                     |  |  |               |               |               |
|  | Everton         | Everton         | 0              |             |          |                      |                      |                      |               |               | Chelsea        | Chelsea        | 2              |             |             |                       |                       |                       |  |  | LA Galaxy     | LA Galaxy     | 0             |
|  | Everton         | Everton         | 0              |             |          |                      |                      |                      |               |               | Chelsea        | Chelsea        | 2              |             |             |                       |                       |                       |  |  | LA Galaxy     | LA Galaxy     | 0             |
|  | Valencia        | Valencia        | 1              |             |          |                      |                      | Inter Milan          | Inter Milan   | 0             |                |                |                |             | AC Milan    | AC Milan              | 2                     |                       |  |  |               |               |               |
|  | Valencia        | Valencia        | 1              |             |          |                      |                      |                      | Inter Milan   | 0             |                |                |                |             | AC Milan    | AC Milan              | 2                     |                       |  |  |               |               |               |

## Bảng phía Đông

### Xếp hạng
| VT | Đội         | Tr | T | TP | BP | B | BT | BB | BHS | Đ | Giành quyền tham dự |
| -- | ----------- | -- | - | -- | -- | - | -- | -- | --- | - | ------------------- |
| 1  | Real Madrid | 2  | 2 | 0  | 0  | 0 | 5  | 2  | +3  | 6 | Trận chung kết      |
| 2  | LA Galaxy   | 2  | 1 | 0  | 0  | 1 | 4  | 4  | 0   | 3 | Trận tranh hạng ba  |
| 3  | Everton     | 2  | 0 | 1  | 0  | 1 | 2  | 3  | −1  | 2 | Trận tranh hạng năm |
| 4  | Juventus    | 2  | 0 | 0  | 1  | 1 | 2  | 4  | −2  | 1 | Trận tranh hạng bảy |

### Các trận đấu
Vòng 1
| Juventus                                                   | 1–1    | Everton                                                           |
| ---------------------------------------------------------- | ------ | ----------------------------------------------------------------- |
| Asamoah 80'                                                | Report | Mirallas 61'                                                      |
| Loạt sút luân lưu                                          |        |                                                                   |
| Matri · Asamoah · Vučinić · Vidal · Pirlo · Motta · Peluso | 5–6    | Osman · Barkley · Mirallas · Jagielka · Oviedo · Stones · Coleman |

| Real Madrid                     | 3–1    | Los Angeles Galaxy |
| ------------------------------- | ------ | ------------------ |
| Di María 15' · Benzema 51', 74' | Report | Villarreal 63'     |

Vòng 2–Thua vòng 1
| Juventus  | 1–3    | Los Angeles Galaxy                     |
| --------- | ------ | -------------------------------------- |
| Matri 39' | Report | Gonzalez 36' · Donovan 60' · Keane 89' |

Vòng 2–Thắng vòng 1
| Everton     | 1–2    | Real Madrid            |
| ----------- | ------ | ---------------------- |
| Jelavić 61' | Report | Ronaldo 17' · Özil 31' |

## Bảng phía Tây

### Xếp hạng
| VT | Đội         | Tr | T | TP | BP | B | BT | BB | BHS | Đ | Giành quyền tham dự |
| -- | ----------- | -- | - | -- | -- | - | -- | -- | --- | - | ------------------- |
| 1  | Chelsea     | 2  | 2 | 0  | 0  | 0 | 4  | 0  | +4  | 6 | Trận chung kết      |
| 2  | AC Milan    | 2  | 1 | 0  | 0  | 1 | 2  | 3  | −1  | 3 | Trận tranh hạng ba  |
| 3  | Valencia    | 2  | 1 | 0  | 0  | 1 | 5  | 2  | +3  | 3 | Trận tranh hạng năm |
| 4  | Inter Milan | 2  | 0 | 0  | 0  | 2 | 0  | 6  | −6  | 0 | Trận tranh hạng bảy |

1. 1 2  Điểm đối đầu: AC Milan 3, Valencia 0.

### Các trận đấu
Vòng 1
| AC Milan                  | 2–1    | Valencia   |
| ------------------------- | ------ | ---------- |
| Robinho 22' · De Jong 38' | Report | Parejo 53' |

| Chelsea                        | 2–0    | Inter Milan    |
| ------------------------------ | ------ | -------------- |
| Oscar 13' · Hazard 29' (ph.đ.) | Report | Campagnaro 59' |

Vòng 2–Thua vòng 1
| Valencia                               | 4–0    | Inter Milan |
| -------------------------------------- | ------ | ----------- |
| Banega 7' · Viera 34', 90' · Jonas 56' | Report |             |

Vòng 2–Thắng vòng 1
| AC Milan | 0–2    | Chelsea                        |
| -------- | ------ | ------------------------------ |
|          | Report | De Bruyne 29' · Schürrle 90+2' |

## Vòng chung kết

### Tranh hạng bảy
| Juventus                                                                                           | 1–1    | Inter Milan                                                                                         |
| -------------------------------------------------------------------------------------------------- | ------ | --------------------------------------------------------------------------------------------------- |
| Vidal 45' (ph.đ.)                                                                                  | Report | Álvarez 28'                                                                                         |
| Loạt sút luân lưu                                                                                  |        | |
| Giovinco · Marchisio · Llorente · Pirlo · Vidal · Ogbonna · Cáceres · Chiellini · De Ceglie · Isla | 8–9    | Guarín · Ranocchia · Álvarez · Icardi · Belfodil · Olsen · Andreolli · Pereira · Jonathan · Carrizo |

### Tranh hạng năm
| Everton | 0–1    | Valencia   |
| ------- | ------ | ---------- |
|         | Report | Michel 52' |

### Tranh hạng ba
| Los Angeles Galaxy | 0–2    | AC Milan                  |
| ------------------ | ------ | ------------------------- |
|                    | Report | Balotelli 17' · Niang 40' |

### Chung kết
| Real Madrid                    | 3–1    | Chelsea     |
| ------------------------------ | ------ | ----------- |
| Marcelo 14' · Ronaldo 31', 57' | Report | Ramires 17' |

## Xếp hạng chung cuộc
| Vị trí | Đội bóng           |
| ------ | ------------------ |
| 1      | Real Madrid        |
| 2      | Chelsea            |
| 3      | Milan              |
| 4      | Los Angeles Galaxy |
| 5      | Valencia           |
| 6      | Everton            |
| 7      | Internazionale     |
| 8      | Juventus           |

## Cầu thủ ghi bàn hàng đầu
| Vị trí | Cầu thủ           | Đội bóng    | Số bàn thắng |
| ------ | ----------------- | ----------- | ------------ |
| 1      | Cristiano Ronaldo | Real Madrid | 3            |
| 2      | Jonathan Viera    | Valencia    | 2            |
| 2      | Karim Benzema     | Real Madrid | 2            |

## Phát sóng
Tại Hoa Kỳ, kênh truyền hình Fox Soccer phát sóng 11 trong 12 trận đấu và Fox Sports phát sóng một trận đấu trực tiếp vào ngày 3 tháng 8 năm 2013. Kênh ESPN Deportes phát sóng trực tiếp tất cả các trận đấu trên truyền hình và kênh WatchESPN phát sóng tại Tây Ban Nha.

## Bài hát chính thức
Bài hát chính thức của giải đấu tên là "Exotic", được thể hiện bởi nữ diễn viên và ca sĩ Ấn Độ Priyanka Chopra, và được hát bằng cả tiếng Anh và tiếng Ấn Độ.